# Cratere Wakonda
Wakonda è un cratere sulla superficie di Rea.